# مجازر الشعيطات
مجازر الشعيطات هي المجازر التي ارتكبتها ميليشيات تنظيم الدولة الإسلامية في العراق والشام (داعش) في 17 أكتوبر (شباط) 2014 بحق أفراد عشيرة الشعيطات في عدد من القرى التابعة لمحافظة دير الزور في سوريا خلال الحرب الأهلية السورية.

## التسلسل الزمني للأحداث
في أغسطس (آب) 2014، ثارت قبيلة الشعيطات السنية بقيادة الشيخ رافع عقلة الرجو ضد ميليشيات تنظيم الدولة الإسلامية في العراق والشام (داعش) بعدما استولى مقاتليها في يوليو (تموز) 2014 على حقلي التنك والعمر النفطيين، والذان كانا مصدر الدخل الرئيسي لعشيرة الشعيطات التي تتألف من 70 ألف فرد، ممّا أجبر ميليشيات التنظيم على الانسحاب من ثلاث بلدات كانت تسيطر عليها في محافظة دير الزور قبل أن تعود لتسيطر عليها مرّة أخرى وتنتقم انتقامًا وحشيًّا بالإعدام الجماعي للمئات من الأفراد المنتمين لعشيرة الشعيطات في بادية الشعيطات وفي قرى غرانيج وأبو حمام والكشكية. وبحسب ما ذكره المرصد السوري لحقوق الإنسان، فقد قُتل جهاديو داعش ما يقرب من 700 شخص خلال أسبوعين، بينهم 100 مقاتل و600 مدني، حتى أن 300 شخص قد قتلوا في يوم واحد في قرية غرانيج، في حين كان نحو 1800 من أفراد العشيرة لا يزالون مجهولي المصير.
سمح تنظيم الدولة الإسلامية لقبائل الشعيطات بعد انتهاء المجازر بالعودة إلى أراضيهم وقراهم بشرط احترام حظر التجوال الليلي وعدم التجمع وعدم حمل السلاح، بل وكان منهم من انضم إلى صفوف داعش. اعتقلت السلطات الألمانية في عام 2022 أحد الأفراد المنتمين لتنظيم داعش، والذي اتهم بمُشاركته في مجازر الشعيطات وفي ارتكاب جرائم تعذيب بحق ثلاثة من المدنيين المنتمين لعشيرة الشعيطات في دير الزور.

## الضحايا
في ديسمبر (كانون الأول) 2014، اكتشفت إحدى عائلات عشيرة الشعيطات العائدة إلى ديارها مقبرة جماعية جديدة في صحراء قرية الكشكية، وأفاد المرصد السوري لحقوق الإنسان أن هذه المقبرة ضمت ما يزيد عن 230 جثة كانت بعضها مقطوعة الرأس وكان معظمها لمواطنين من المدنيين، وبذلك ارتفع إجمالي عدد القتلى من قمع الشعيطات إلى أكثر من 900 حالة وفاة.